# Tríada de Whipple
La denominada tríada de Whipple, es el nombre dado a los tres principios que caracterizan a un paciente con hipoglucemia.

## Criterios
La tríada de Whipple consiste de la asociación clínica de:
| 1. | Síntomas de hipoglucemia :Estos síntomas incluyen temblor, taquicardia , ansiedad, mareos y pérdida del conocimiento                           |
| 2. | Concentraciones de glucemia venosa disminuida (medida en el momento de los síntomas). Nivel de glucosa en sangre sérica <70 mg/dl (3,9 mmol/l) |
| 3. | Desaparición de síntomas tras la normalización de la glucemia.                                                                                 |

Se considera como de alta sospecha diagnóstica y amerita un estudio funcional exhaustivo.

## Causas
El insulinoma debido a la hiperplasia o neoplasia de células beta del páncreas, al incrementar la producción de insulina, puede manifestarse clínicamente por la tríada de Whipple.

## Historia
Allen Whipple a quien se deben los criterios de la tríada, era un cirujano muy conocido y pionero en la cirugía pancreática. En su artículo titulado "El tratamiento quirúrgico del hiperinsulinismo" de 1938, propone que ninguna cirugía pancreática para buscar un insulinoma se debe llevar a cabo, si no se cumplen estos criterios. Los criterios se remontan a la década de 1930, cuando se descubrió que algunos pacientes con síntomas de hipoglucemia, podían ser curados con cirugía al extirparles el insulinoma que presentaban en su páncreas. 
También se había puesto de manifiesto que una gran proporción de las personas con síntomas de hipoglucemia no tenía necesidad de cirugía.